# Glockenreiher

Verbreitungsgebiet des Glockenreihers

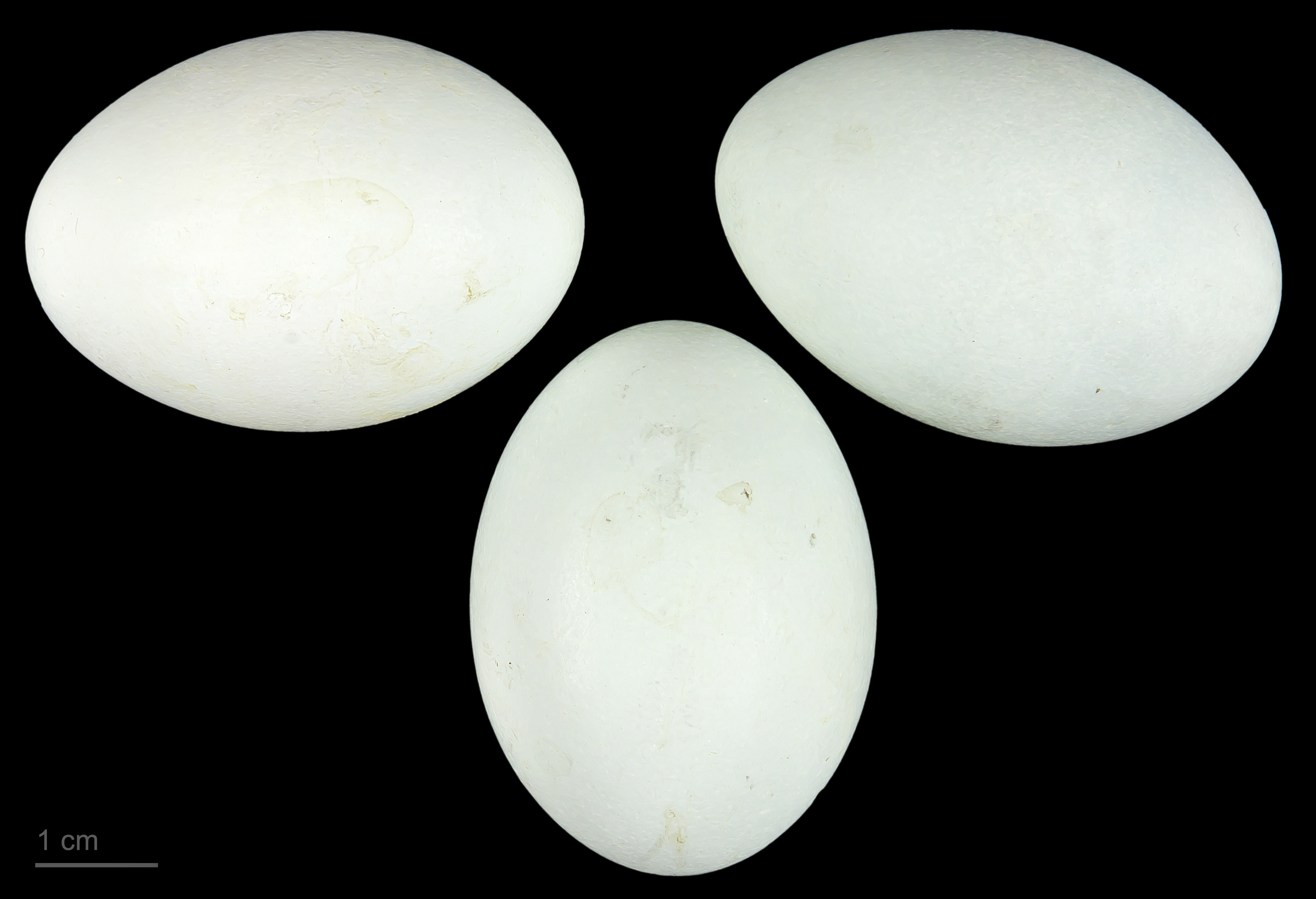
Egretta ardesiaca

Der Glockenreiher (Egretta ardesiaca) ist eine Art aus der Familie der Reiher. Er kommt ausschließlich in Afrika vor. Während der Nahrungssuche breitet er die Schwingen schirmartig aus (Flügelmanteln), was zu dem deutschen Namen Glockenreiher geführt hat.

## Erscheinungsbild
Der Glockenreiher zählt zu den mittelgroßen Reiherarten. Er erreicht eine Körpergröße von 42 bis 66 Zentimetern und wiegt 270 bis 390 Gramm. Ein Geschlechtsdimorphismus besteht nicht. Es ist keine besonders ruffreudige Art. Beschrieben werden für diese Art lediglich leise Klicklaute.
Verglichen mit anderen Arten der Gattung Egretta wirkt der Reiher eher kompakt gebaut. Das Gefieder ist schieferschwarz. Am Hinterkopf befinden sich lanzettförmig verlängerte Federn, die einen Federschopf bilden. Der Schnabel ist schwarz, die Iris ist dunkelbraun und die Augen sind von einem schmalen puderblauen Augenring umgeben. Die Füße sind gelb bis orange. Von dem sehr ähnlichen Braunkehl- und Rotbauchreiher unterscheidet er sich durch das einheitlich dunkle Gefieder, die schwarzen Beine und die gelben Füße.

## Verbreitungsgebiet, Bestand und Lebensraum
Das Verbreitungsgebiet des Glockenreihers erstreckt sich über Afrika und Madagaskar. In Afrika kommt er südlich der Sahara vor. Er fehlt in den Wüsten sowie in den dichten Regenwäldern West- und Zentralafrikas. Sein Lebensraum sind Feuchtgebiete und die Randbereiche von Seen. Innerhalb seines großen Verbreitungsgebietes gibt es größere Verbreitungslücken, obwohl sich dort geeignete Lebensräume finden. So brütet er in Kenia beispielsweise nur an einer Stelle. Es kommt immer wieder zu Wanderungsbewegungen, wenn einzelne Regionen ihm keine geeigneten Lebensbedingungen mehr bieten. Durch diese Wanderungsbewegungen wird er gelegentlich auch an Stellen beobachtet, die außerhalb seines normalen Verbreitungsgebietes liegen. So taucht er vereinzelt in Ägypten und im Jemen auf.
In einzelnen Regionen Afrikas finden sich sehr große Populationen. So wird der Bestand in Tansania auf 5000 bis 7000 Glockenreiher geschätzt. Diese Population scheint verhältnismäßig stabil zu sein, obwohl sich ihr Lebensraum durch die zunehmende Besiedelung durch den Menschen stark verändert. Auf Madagaskar dagegen nehmen die Bestände an Glockenreihern sehr stark ab. 1992 kamen auf Madagaskar noch 2000 Glockenreiher vor, 1997 wurden nur noch 250 gezählt.
Der Glockenreiher ist kein Lebensraumspezialist. Er benötigt lediglich offenes Flachwasser und kommt im Inland an Sümpfen, Flussläufen, auf Reisfeldern und saisonal überfluteten Ebenen vor. An der Küste sucht er an Flussmündungen und in Mangroven sowie in der Tidenzone nach Nahrung. Seine Höhenverbreitung reicht vom Tiefland bis in 1500 Höhenmeter auf Madagaskar.

## Lebensweise
Der Glockenreiher hat eine sehr auffällige Form der Ernährungsweise. Er bewegt sich an eine Stelle in der Flachwasserzone, an der er Beute vermutet, und breitet dann die Flügel schirmartig über seinem Kopf aus, so dass die Spitzen der Schwingen das Wasser berühren. In dieser Haltung sucht er für zwei oder drei Sekunden nach Nahrung. Dabei wühlt er häufig den Grund mit den Füßen auf. Fische werden dann mit einer schnellen Bewegung gegriffen. Danach faltet er die Flügel zusammen, geht einige Schritte weiter und öffnet erneut die Flügel schirmartig.
Gründe für diese Bewegungssequenz sind der blendfreie Blick auf das Geschehen unter Wasser und die instinktive Flucht der Fische hinein in beschattete Wasserbereiche, die normalerweise durch Pflanzen gebildet werden. Aufgrund von Beschattungsversuchen mit Blenniden wird diskutiert, ob die Schattenbildung dazu führt, dass die besonders kleinen Fische als Schwarm fliehen, während mittelgroße Fische infolge größerer Territorialität und durch eine primäre Schreckwirkung erstarren, also zur Beute werden. Das mindert zudem den Konfusionseffekt von Fischschwärmen.
Einzelne Glockenreiher haben ein Nahrungsterritorium, das sie gegenüber Artgenossen verteidigen. Andere Glockenreiher suchen gemeinschaftlich nach Nahrung. In Madagaskar hat man 250 Individuen umfassende Schwärme von Glockenreihern bei der gemeinsamen Nahrungssuche beobachtet. Das Nahrungsspektrum des Glockenreihers besteht überwiegend aus Fischen, er frisst aber auch Wasserinsekten und Krustentiere. Außerdem nutzt der Vogel die Nahrungssuche anderer Vogelarten, etwa des Pharaonenibis – bekannt als Heiliger Ibis. Dieser scheucht beim Schreiten und Fischen diverse Lebewesen im Wasser auf und wird oft vom Glockenreiher begleitet.
Die Fortpflanzungszeit beginnt mit der einsetzenden Regenperiode und variiert dementsprechend in Abhängigkeit von seinem Verbreitungsgebiet. Er nistet typischerweise in Kolonien gemeinsam mit 50 bis 100 anderen Glockenreiherpaaren. Das Gelege besteht aus zwei bis vier Eiern. Ansonsten ist sehr wenig über die Brutbiologie bekannt.